# Dark independent
Niektóre z zamieszczonych tu informacji wymagają weryfikacji.
Dokładniejsze informacje o tym, co należy poprawić, być może znajdują się w dyskusji tego artykułu.
 Po wyeliminowaniu niedoskonałości należy usunąć szablon [[Szablon:Dopracować|]] z tego artykułu.
Dark independent – termin ten jest często zamiennie używany z określeniem „Dark Independent Scene”, „Dark Culture” albo „Dark Alternative”. W Polsce znany jest pod węższą nazwą „subkultury gotyckiej”. W przeciwieństwie jednak do zamkniętej subkultury jest on raczej otwartym środowiskiem społecznym. Kultura Dark Independent ma swoje korzenie w latach 70. i wykreowała swój własny, oryginalny wizerunek oraz kod estetyczny łączący w sobie post-punkowy nihilizm oraz wyrafinowaną pod względem artystycznym formę. Współczesna scena Dark Independent rozwija się najlepiej w Niemczech, także za sprawą festiwali i dużej ilości imprez. Jest ona jednak także żywa w Stanach Zjednoczonych oraz w Europie Wschodniej.
W latach 70. wraz z umocnieniem się punk rocka pojawili się muzycy którzy byli ograniczeni jego ramami. Aby się wyróżnić powstał nowy nurt charakteryzujący się zimnym złowrogim brzmieniem z tekstami odkrywającymi ciemne zakamarki duszy oraz mrocznym image.
21 lutego 1981 roku w czasopiśmie muzycznym „Sounds” ukazał się artykuł o belgijskim koncercie grupy UK Decay pod tytułem „The face of Punk Gothique” napisany przez Steave'a Keatona. Artykuł kończy się stwierdzeniem, iż grupa ewoluuje tak szybko jak „Obcy” na statku Nostromo dając nowy, „gotycki” obraz muzyki punkowej, który nieźle się zapowiada. Taki przekaz artystyczny szybko zyskał rzesze sympatyków i w ten sposób narodziła się subkultura gotycka, z czasem nazwana szerzej „Dark Independent” albo „Dark Culture”.
W lipcu 1982 roku nastąpiło otwarcie klubu „Batcave” w londyńskiej dzielnicy Soho. Klub ten stał się kultowym miejscem spotkań rozwijającej się dopiero sceny w tym czasie określanej jeszcze jako post-punkowa lub nowofalowa. Zarówno słowa „batcave”, jak i „old-school” odnoszą się właśnie do wczesnej muzyki gotyckiej pochodzącej z tego okresu. Do zespołów, które zapoczątkowały ówczesną scenę, zalicza się: Bauhaus, Specimen, Siouxsie & The Banshees czy Joy Division.
W późniejszych latach subkultura sama z siebie zaczęła zasilać wyobraźnię twórców horroru, jak chociażby obraz batcave'owego koncertu Bauhaus w horrorze The Hunger z 1983. Od tego czasu przykłady można już mnożyć.
Niezależnie od sceny brytyjskiej z amerykańskiego punka wyewoluował death rock. W tamtym okresie do nurtu dołączyły takie zespoły jak The Sisters of Mercy, The Mission UK, Xmal Deutschland, The Bolshoi i Fields of the Nephilim.
W 1987 roku w Poczdamie odbył się pierwszy festiwal Wave Gotik Treffen. W roku 1993 miał miejsce festiwal gotycki w Whitby. Właśnie pobyt w tej miejscowości zainspirował Brama Stokera do napisania jego słynnej powieści. W 1994 roku na zamku w Grodźcu odbyła się pierwsza edycja festiwalu „Castle Party Dark Independent Festival” – największego tego typu wydarzenia w Europie Wschodniej, a 2000 roku swój początek miał festiwal M'era Luna – drugi co do wielkości festiwal gotycki w Niemczech. W 2001 roku wystartował Lumous Gothic Festiwal w Tampere w Finlandii.
Z czasem Scena Dark Independent zaczęła przekształcać się w ruchy, które z pierwotnym gotykiem nie mają nic wspólnego zarówno pod względem muzycznym jak pod kątem wyglądu zewnętrznego czy i ideologii. Do początku lat dziewięćdziesiątych głównymi nurtami muzycznymi Sceny były post punk, death rock, gothic rock czy darkwave. W kolejnych latach przyłączyły się do nich takie style jak electro industrial, EBM czy gothic metal.
W latach 80. i 90. następowała obustronna wymiana inspiracji pomiędzy kulturą mroku a głównymi nurtami w literaturze i kinematografii. Gotycyzm zauważalny jest także w innych dziedzinach sztuki takich jak fotografia (Viona Ielegems, Anni Bertram, Stéphane Lord, Nadja Lev), a także malarstwo i grafika (Rachel Huntington, Gerald Brom, Nene Thomas, Luis Royo, Boris Vallejo, Chris Achilleos, Dave McKean, Jhonen Vasquez, Alice Egoyan, Myka Jelina, James O'Barr, H.R. Giger czy Zdzisław Beksiński).

### Polskojęzyczne portale Dark Independent
- Altergothic
- AlterNation
- Alternativepop
- PostIndustry
- Dark Planet
- Dark Nation
- Castle Party Dark Independent Festival

### Anglojęzyczne portale Dark Independent
- Dark Culture
- Side Line Magazine
- Dark Independent